# Condylostylus delicatus
Condylostylus delicatus är en tvåvingeart som först beskrevs av Walker 1849.  Condylostylus delicatus ingår i släktet Condylostylus och familjen styltflugor.
Artens utbredningsområde är North Carolina. Inga underarter finns listade i Catalogue of Life.